# Adam von Perseigne
Adam von Perseigne (* um 1145 bei Alençon; † 1221 im Kloster Perseigne) war ein französischer Zisterzienser-Abt (ab 1188 in Perseigne) und theologischer Schriftsteller.
Er war Regularkanoniker, dann Benediktiner, und schließlich trat er in das Zisterzienserkloster Pontigny ein. Dort war er bald als Novizenmeister tätig; 1188 bis zu seinem Tod war er Abt. Er war als geistlicher Lehrer und politischer Ratgeber in weiten Kreisen bekannt.
Er verfasste lateinische Briefe an Ordensleute (Kartäuser, Benediktiner, Zisterzienser) und Persönlichkeiten des öffentlichen Lebens, Traktate und Predigten. Umstritten ist seine Verfasserschaft an der altfranzösischen Dichtung Eructavit. In Rom ist er mit dem Mystiker Joachim von Fiore zusammengetroffen.
In einigen Briefen setzt er sich mit dem Amt des Novizenmeisters auseinander, in anderen thematisiert er die klösterliche Freundschaft. Er ist auch als Mariologe tätig und wird sogar als „Adam, der ganz marianische Mann“ bezeichnet.

„Adam ist einer der interessantesten Autoren der Zisterzienser, ganz erfüllt von der Lehre des heiligen Benedikt über die Gottesfurcht, und mehr noch vom Geist von Cîteaux: er vertritt eine strenge Askese, eine große Treue zur Regel Benedikts, eine sehr affektive Verehrung des fleischgewordenen Wortes Gottes, das er besonders in der Krippe verehrt, und eine intensive Marienverehrung.“